# Llista d'estats productors de petroli

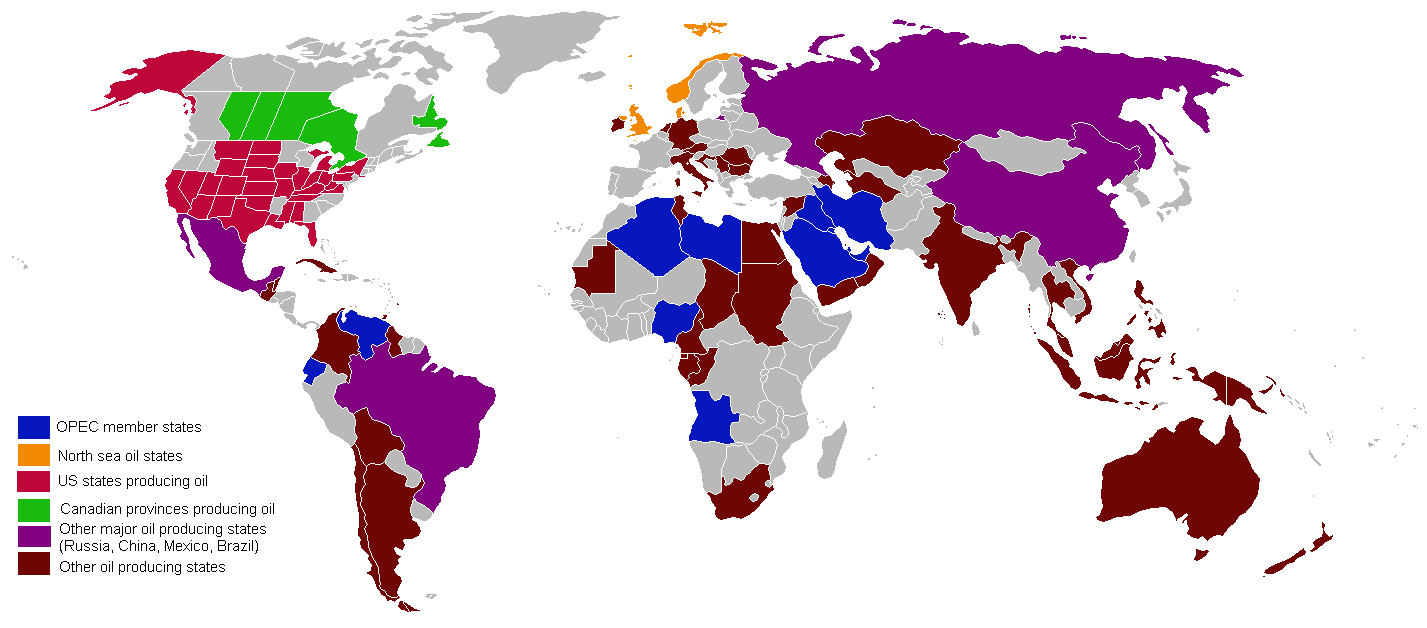
Països productors de petroli

Aquesta és una llista dels països, els seus estats i províncies, que extreuen petroli cru de pous petrolífers.

## Àfrica
- Algèria (Membre de l'OPEP)
- Angola (Membre de l'OPEP des de desembre de 2006)
- Camerun
- Txad
- Costa d'Ivori
- República Democràtica del Congo
- República del Congo
- Egipte
- Guinea Equatorial
- Gabon
- Kenya
- Líbia (Membre de l'OPEP)
- Mauritània
- Nigèria (Membre de l'OPEP)
- Sud-àfrica
- Sudan
- Tunísia

## Oceania
- Austràlia
- Nova Zelanda
- Papua Nova Guinea
- Timor Oriental

## Europa
- Àustria
- Bulgària
- Croàcia
- Geòrgia
- Petroli del mar del nord:
  - Regne Unit
  - Noruega
  - Països Baixos
  - Dinamarca
  - Alemanya
- Irlanda Nota: No hi ha producció comercial de petroli cru. El petroli cru s'ha trobat, però la producció es limita a gas natural
- Itàlia
- Lituània (en Samogitian occidental)
- Països Baixos
- Polònia
- Romania
- Rússia
- Sèrbia
- Ucraïna

## Orient Mitjà
- Bahrain
- Iran (Membre de l'OPEP)
- Iraq (Membre de l'OPEP)
- Kuwait (Membre de l'OPEP)
- Oman
- Qatar (Membre de l'OPEP)
- Aràbia Saudita (Membre de l'OPEP)
- Síria
- Emirats Àrabs Units (Membre de l'OPEP)
- Iemen

## Nord-amèrica
- Estats Units d'Amèrica

Llistat mil barrils diaris mitjana al setembre de 2007 (Font: Món  Petroli )
- - Louisiana - 1.417
  - Alaska - 663
  - Texas - 1251
  - Califòrnia - 679
  - Oklahoma - 166
  - Nou Mèxic - 159
  - Wyoming - 142
  - Kansas - 102
  - Dakota del Nord - 121
  - Montana - 87
  - Colorado - 48
  - Mississipi - 51
  - Utah - 50
  - Illinois - 24
  - Alabama - 19
  - Michigan - 16
  - Arkansas - 17
  - Ohio - 15
  - Florida - 6
  - Kentucky - 10
  - Nebraska - 6
  - Indiana
  - Nova York
  - Missouri
  - Nevada
  - Pennsilvània -0,1
  - Dakota del Sud
  - Tennessee
  - Virgínia
  - Virgínia de l'Oest
  - Arizona

- Canadà
  - Alberta
  - Ontario
  - Colúmbia Britànica
  - Terranova
  - Saskatchewan
  - Manitoba
- Mèxic

## Amèrica Centrali elCarib
- Barbados
- Belize
- Cuba
- Guatemala
- Trinitat i Tobago

## Amèrica del Sud
- Argentina
- Bolívia
- Brasil
- Xile
- Colòmbia
- Equador (Membre de l'OPEP)
- Guyana
- Perú
- Surinam
- Veneçuela (Membre de l'OPEP)